# Jane's Addiction
Jane's Addiction was een Amerikaanse rockband, midden jaren tachtig opgericht in Los Angeles, Californië. De band was beïnvloed door onder andere metal, punk, alternatieve rock, progrock en funk.

## Biografie
In de beginjaren bestond de band uit vier leden: Perry Farrell, leadzanger, Eric Avery, bassist, Stephen Perkins, drummer, en Dave Navarro, gitarist. In deze formatie bracht de band drie albums uit: het livealbum Jane's Addiction en de studioalbums Nothing's Shocking (1988) en Ritual de lo Habitual (1990). Beide studioalbums werden uitgebracht door Warner Bros en waren een groot succes bij het publiek.
Farrell organiseerde in 1991 het rondreizende rockfestival Lollapalooza. Na Lollapalooza ging de band uit elkaar. Farrell en Perkins richtten in 1992 de band Porno for Pyros op, en brachten het jaar daarop hun titelloze debuutalbum uit. Avery en Navarro richtten de band Deconstruction op, maar brachten nauwelijks materiaal uit. Navarro werd lid van de Red Hot Chili Peppers.
Toen Porno for Pyros in 1997 werd opgeheven, voegde Navarro zich bij Farrell en Perkins, en de reünie was een feit. Alleen Avery sloeg een uitnodiging om zich bij de band aan te sluiten af, en werd vervangen door Flea, de bassist van de Red Hot Chili Peppers. Het nieuwe Jane's Addiction nam wat nieuw materiaal op en de reünietournee werd een succes. Toch was de hernieuwde samenwerking van korte duur, en na '97 gingen de leden hun eigen weg. Zowel Farrell als Navarro brachten soloalbums uit.
In 2001 gingen Farrell, Navarro en Perkins weer samenwerken, ditmaal met Martijn LeNoble, voormalig bassist van Porno for Pyros, op de plek van Avery. Na een succesvolle tournee gingen ze weer de studio in. Chris Chaney, voormalig bassist van Alanis Morissette, verving Lenoble en Bob Ezrin (legendarische producer van onder andere Alice Coopers Billion Dollar Babies, Berlin van Lou Reed en The Wall van Pink Floyd) produceerde het album. In 2003 kwam het nieuwe album uit, Strays. Van dit album werd Just Because de grootste hit. Ook toerde Lollapalooza vanaf toen weer door de Verenigde Staten.
In 2004 ging de band weer uit elkaar. Navarro, Perkins en Chaney richtten The Panic Channel op, samen met zanger Steve Isaacs, en Farrell begon ook te werken aan een nieuw project genaamd Perry Farrel's Satelite Party.
In 2008 was er weer een reünie, in de originele line-up, met Avery. In deze formatie werd getoerd met Nine Inch Nails. Avery verliet de band weer begin 2010 waarna hij werd vervangen door Duff McKagan, voormalig bassist van Guns N' Roses en Velvet Revolver. In 2010 toerde de band met Rage Against the Machine en Gallows, waarbij ook Nederland aangedaan werd.
In 2013 kreeg Jane's Addiction in de oorspronkelijke samenstelling (Farrell, Navarro, Perkins en Avery) een ster op de Hollywood Walk of Fame.

## Discografie
- Jane's Addiction (live, 1987)
- Nothing's Shocking (1988)
- Ritual de lo Habitual (1990)
- Strays (2003)
- The Great Escape Artist (2011)

### Compilaties
- Live and Rare (1991)
- Kettle Whistle (1997)
- Up from the catacombs: The best of Jane's Addiction (2006)
- Cabinet of Curiosities (2009)